# Henrietta Godolphin, Công tước phu nhân xứ Newcastle
Henrietta "Harriet" Godolphin, Công tước phu nhân xứ Newcastle upon Tyne và Công tước phu nhân xứ Newcastle-under-Lyne (1701 – 17 tháng 7 năm 1776), là vợ của chính khách và thủ tướng Anh Thomas Pelham-Holles, Công tước thứ 1 xứ Newcastle.